# Meixi
Der Stadtbezirk Meixi (chinesisch 美溪区, Pinyin Měixī Qū) der bezirksfreien Stadt Yichun in der chinesischen Provinz Heilongjiang im Nordosten der Volksrepublik China hat eine Fläche von 2.259 km² und zählt etwa 42.000 Einwohner (2004).